# León Villa
León Fernando Villa Arango (Medellín, 1960. január 12. –), kolumbiai válogatott labdarúgó.
A kolumbiai válogatott tagjaként részt vett az 1990-es világbajnokságon, illetve az 1989-es Copa Américán.

## Sikerei, díjai
Atlético Nacional
- Kolumbiai bajnok (1): 1991
- Copa Libertadores győztes (1): 1989